# Daviesia grahamii
Daviesia grahamii är en ärtväxtart som beskrevs av Alfred James Ewart och Jean White. Daviesia grahamii ingår i släktet Daviesia, och familjen ärtväxter. Inga underarter finns listade i Catalogue of Life.